# Херманн Йоунассон
Хе́рманн Йо́унассон исл. Hermann Jónasson; декабрь 1896 — 22 января 1976) — премьер-министр Исландии с 28 июля 1934 по 16 мая 1942 года и с 24 июля 1956 по 23 декабря 1958 года.

## Деятельность
На период его первого премьерского мандата пришёлся один из наиболее сложных периодов в истории Исландии. Перед войной на Исландию оказывали давление как Германия, так и Великобритания. До 1944 года Исландия находилась в личной унии через общего короля с Данией, которая контролировала исландскую внешнюю политику. В 1940 году Дания была оккупирована рейхом, и Исландия была вынуждена начать проводить самостоятельную внешнюю политику. 10 мая 1940 года Великобритания, стремясь нейтрализовать немецкое влияние, оккупировала Исландию.
В 1956—1958 годах формировал коалиционное правительство своей прогрессивной партии и социал-демократов, направленное против проамериканской партии независимости, которое стало первым левым исландским правительством после Второй мировой войны и заняло более враждебную позицию по отношению к США и НАТО. В 1958 году коалиция развалилась после формирования совместного правительства партии независимости и социал-демократов.
Херманн Йоунассон был отцом Стейнгримура Херманнссона, также премьер-министра Исландии в период 1980-х.